# Király Nina
Király Nina (született Nyina Petrovna Dubrovszkaja; névváltozataː Király Gyuláné; Moszkva, 1940. október 17. – Budapest, 2018. június 9.) Jászai Mari-díjas orosz származású magyar dramaturg, színháztörténész, egyetemi tanár.

## Életpályája
1940-ben született Moszkvában. 1962-ben diplomázott a helyi Lomonoszov Egyetem nyelvészet és antropológia szakán, ettől az évtől az Orosz Tudományos Akadémián dolgozott. 
1964-ben férjével Budapestre költözött. 1964-1994 között az ELTE Szlávtudományi Tanszékén dolgozott, előbb tanársegédként, majd egyetemi docensként. 1973-ban doktori fokozatot szerzett. 1984-1990 között óraadó tanár a krakkói Jagelló Egyetem színházelmélet- és történet szakán. 1993-1999 között az Országos Színháztörténeti Múzeum és Intézmény igazgatója volt.
1999-2003 között szabadúszóként, kritikusként és művészeti tanácsadóként tevékenykedett. 2003-2004 között az Új Színház nemzetközi ügyekért felelős munkatársa volt. 2004-2005 között a varsói Pamietnik Teatralny című folyóirat szerkesztője. 2005-2013 között a debreceni Csokonai Színházban dolgozott. 2013-2018 között a Nemzeti Színház munkatársa volt. Férje Király Gyula irodalomtörténész volt.

## Díjai és kitüntetései
- Lengyel Kultúráért Érdemrend (1975)
- Witkacy díj (2005)
- Jászai Mari-díj (2012)